# Камень Основания
Камень Основания, также Краеуго́льный камень (ивр. אבן השתייה‎, эвен ха-штия, араб. صخره‎, сахра) — скала на Храмовой горе, над которой располагалась Святая святых Храма. В иудаизме считается краеугольным камнем мироздания, поскольку именно с него Господь начал сотворение мира. Одна из репрезентаций (образов) мифологической середины мира, сакрального центра вселенной, выполняющего гармонизирующую роль.
В Камне основания находится доработанная естественная пещера, известная как «колодец душ».

## В наше время
Камень Основания находится внутри мусульманского Купола Скалы, в середине которого возвышается на 1,25—2 метра большая скала длиной 17,7 метров и шириной 13,5 метров. Этот камень в исламе считается священным и окружён позолоченной решёткой, чтобы никто к нему не прикасался.
Тем не менее это противоречит тому, что известно о Краеугольном камне из еврейских источников. Так, согласно Мишне, он поднимался над почвой всего на три пальца (Йома 5:2), а видимая теперь скала доходит до двух метров.